# عبد الجبار هاشم حنون
عبد الجبار هاشم حنون  لاعب كرة قدم عراقي سابق من مواليد 1 يناير 1970م، لعب مع نادي القوة الجوية، وشارك مع منتخب بلاده لتصفيات آسيا لكأس العالم بالولايات المتحدة، كما شارك مع زملائه لبطولة كأس آسيا سنة 2000م بالعاصمة اللبنانية بيروت.